# Helsinki Challenger 1989
L'Helsinki Challenger 1989 è stato un torneo di tennis facente parte della categoria ATP Challenger Series nell'ambito dell'ATP Challenger Series 1989. Il torneo si è giocato a Tampere in Finlandia dal 13 al 19 novembre 1989 su campi in sintetico indoor.

## Vincitori

### Singolare
David Engel ha battuto in finale  Veli Paloheimo con il punteggio di 4–6, 7–6, 6–1

### Doppio
Il torneo di doppio è stato interrotto prima della finale